# Liskovac (Cazin)
Liskovac falu Bosznia-Hercegovinában, a Bosznia-hercegovinai Föderáció Una-Szanai kantonjában.

## Fekvése
Bosznia-Hercegovina északnyugati részén, Bihácstól légvonalban 25, közúton 38 km-re északra, Cazintól légvonalban 11, közúton 15 km-re északnyugatra, a Platnica-patak völgyétől keletre fekvő erdős, dombos területen fekszik. A legmagasabb dombja a Banda, több mint 500 méteres tengerszint feletti magasságával, és egyben Cazin község területének legmagasabb pontja is. Az infrastruktúra egy általános iskolából, néhány üzletből, egy mentőállomásból, egy állatorvosi gyógyszertárból, egy postából, valamint víz-, villany- és telefonhálózatokból áll. Aszfaltos út vezet Begove Kafane településen át Cazin irányába és Kudićon keresztül Velika Kladuša irányába, a közelmúltban nyíltak meg azok az utak, amelyek Liskovacot Mujakićon keresztül Pećigraddal és Šturlićka Platnicán keresztül Šturlićcsal kötik össze. Liskovachoz a központi falu mellett a környező falvak is hozzátartoztak: Abdići, Bajrektarevići, Basići, Beganovići, Čajići, Čovići, Delanovići, Miskići, Mujakići, Šarići és Škrgići.

## Népessége
| Nemzetiségi csoport | Népesség 1991 | Népesség 2013 |
| ------------------- | ------------- | ------------- |
| Szerb               | 10            | 0             |
| Bosnyák             | 1632          | 1333          |
| Horvát              | 0             | 7             |
| Jugoszláv           | 5             | 0             |
| Egyéb               | 6             | 41            |
| Összesen            | 1653          | 1493          |

## Története
Az új általános iskola épületének 1980-as alapozása során egy 12. századi templom maradványai kerültek elő, ami azt bizonyítja, hogy a mai Liskovac területe már akkor is lakott volt. Az ebből az alkalomból előkerült tárgyakat a bihácsi városi múzeumban tárolják. A középkorban ez a terület gyakran határterületet jelentett, ezért konfliktusok színhelye volt, ezt bizonyítja az a sok vár és erőd, amelyet még a törökök bevonulása előtt építettek ezeken a területeken. Az egyik a Gračanica-torony, amely a Čajići településrészen található, és az azonos nevű patak medrének közelében épült. A torony alatt egy barlang található, amelyet földalatti járatok kötnek össze, és amelynek vize közvetlenül a Gračanica patakba torkollik. Úgy tartják, hogy ezek földalatti alagutak voltak, melyek Peć középkori várához köthetőek, amelyet ma Pećigradnak neveznek.
Az Oszmán Birodalom általi meghódítása után Liskovac területe több mint 100 évig lakatlan volt, és pufferzónaként szolgált az Oszmán Birodalom és az Osztrák-Magyar Monarchia között. A Gračanica-torony ekkor laktanyaként szolgált, ahol az Oszmán Birodalom határait biztosító fegyveres határőrök tartózkodtak. A Gračanica-torony felett található falut pedig Čauševićinek hívják. A török nyelvben a „Çavuş” (Čauš) jelentése „őrmester”, ami azt jelzi, hogy a Gračanica-toronyban parancsnoki beosztásban szolgáló tisztek lakóhelye volt, ahol az alsóbb tisztek tartózkodtak.
A liskovaci muszlim gyülekezet a közepes méretű gyülekezetek csoportjába tartozik, és 350 háztartást számlál. A nagyobb ide tartozó falvak: Abdići, Ajkići, Beganovići, Delanovići, Miskići, Šarići, Škrgići, Porčići és Murići. A gyülekezet központi részét egy gyönyörű mecset díszíti. A liskovaci gyülekezet megalakulásának időpontjáról nincs írásos feljegyzés, és arról sem, hogy mikor épült az első mecset. Maga a mecset mellett található egy régi temető, melynek fülkéi több mint 130 évesek, ami arra utal, hogy az első mecset a 19. század második felében épült. 1972-ben a régi mecset alapjaira új mecsetet építettek, amelyet 1973-ban avattak fel. Ennek a mecsetnek a mérete 14x11 m volt. A gyülekezetben a háztartások számának növekedésével felmerült a mecsettér bővítésének igénye, amit a gyülekezet 2002-ben meg is valósított, így a jelenlegi dzsámi méretei 15,5x14 m, a mecseten belül pedig korszerű tanterem került kialakításra az iskolai osztályok számára. Ahogy a gyülekezet megalakulásának pontos ideje nem ismert, azt sem tudni biztosan, hogy a távoli múltban mely imámok voltak ebben a gyülekezetben. A legidősebbek elbeszélései szerint az elmúlt hetven évben a liskovaci gyülekezetben az imám megtisztelő kötelességét: Hasan Bećirević, Selim Škrgić, Bećir  Mujakić, Ćazim Ćoralić, Šefik Ćatić, Sinanović, Nurija Dedić és Hasib Ćoralić efendik töltötték be, 1989 óta pedig a liskovaci gyülekezetben az imám szolgálatot Džemal Ljubijankic efendi látja el.

## Oktatás
Liskovacon egy általános iskola működik, amely 1982. január 1-jén alakult önálló általános iskolaként. Addig a pećigradi általános iskola kihelyezett tagozataként működött. 1944-ben, négyosztályosként kezdte meg működését. Az első tanévben 49 első osztályba íratott diák vett részt az órákon. Az első tanár Mehmed Jušić volt. Az iskola épületét csak 1955-ben építették fel, négyosztályos iskolaként működött, az ötödik osztálytól nyolcadik osztályig a diákok Pećigradba jártak iskolába. 1980-ban az 1000 iskola Bosznia-Hercegovinában kampány részeként új iskolaépület épült, amely minden feltételnek megfelelt az 5-8. osztályok számára is. 
Az iskola részeként egy regionális, négyosztályos iskola működik Krivaján. Az iskola területe, ahonnan a gyerekek a liskovaci iskolába járnak, magában foglalja Liskovac és Krivaja helyi közösségeit, valamint Pećigrad, Šturlić és Šumac helyi közösségek egy részét.

## Nevezetességei

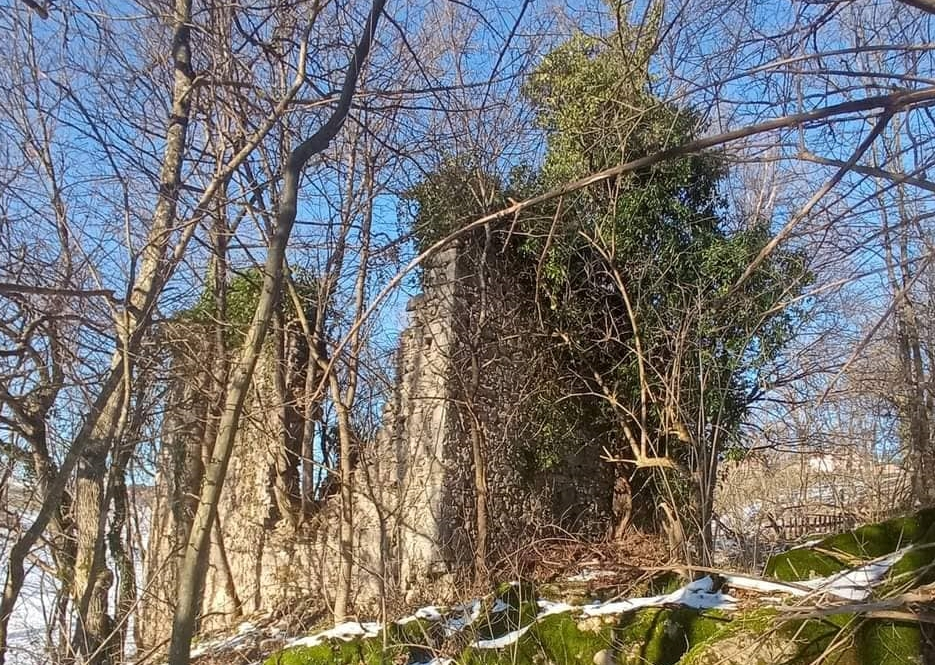
A Gračanica-torony maradványai

- A liskovaci mecset 1972-ben épült, de később kicsinek bizonyult, azért 2002-ben bővítették.

- A Gračanica-torony ma a szomszédos Čajići falu területére esik. A toronyvár egy hosszúkás dombra épült, melynek elnyújtott téglalap alakú formáját kis fennsíkja alakította. A torony létrejöttéről nem rendelkezünk történeti adatokkal, ezek hiányában arra következtetünk, hogy a szomszédos Peć középkori várával együtt a 14. századból származik. A torony téglalap alaprajzú, külső méretei 11,6 x 9,5, a belső helyiség mérete pedig 9,5 x 7 méter. A toronyfalak vastagsága nem egyforma, 1-1,4 méter között változik. Ma három oldalán négyzet alakú kis kapuk láthatók, míg a délkeleti oldalon ez hiányzik. A kaputorony az északnyugati oldalon van. A torony ma rom, falainak egy része eléri a 10 méteres magasságot. Az alaprajzi méretek alapján feltételezzük, hogy a dombtetőhöz mért magassága 15 és 18 méter között volt. A közepes méretű önálló tornyok sorozatába tartozik, kívül-belül vízszintes sorokban rakott kövekkel, középen dús habarcsba rakott, tört kövekből épült. A Gračanica-torony, a Radetina-torony és a Bišovac-torony háromszögben helyezkednek el, és Mutnik várát hivatottak biztosítani, amely a háromszög közepén található. Abban az időben Mutnik várát, amely a 16. század végi török megszállásáig a környék legnagyobb erődítményének számított, a katolikus nemesség birtokolta.[7]

- A falu középkori templomának feltárását Branka Raunig végezte 1979-ben. Eszerint a templom egyhajós, keletelt épület volt, félköríves apszissal, a nyugati oldalon narthex-szel. Hosszúsága 19,60 méter, szélessége 6,80 méter volt. Az alapfalak szélessége 70-85 centiméter, melyek 10-15 centiméteres magasságban maradtak fenn. A feltárásakor két alakot ábrázoló ókori domborműves sírkövet találtak.[8]

## Fordítás
- Ez a szócikk részben vagy egészben  a   Liskovac (Cazin) című bosnyák Wikipédia-szócikk ezen változatának fordításán alapul.  Az eredeti cikk szerkesztőit annak laptörténete sorolja fel. Ez a jelzés csupán a megfogalmazás eredetét és a szerzői jogokat jelzi, nem szolgál a cikkben szereplő információk forrásmegjelöléseként.